# Centistes fulvicollis
Centistes fulvicollis är en stekelart som beskrevs av Granger 1949. Centistes fulvicollis ingår i släktet Centistes och familjen bracksteklar. Inga underarter finns listade.